# Režance
Rezhancë en albanais et Režance en serbe latin (en serbe cyrillique : Режанце) est une localité du Kosovo située dans la commune/municipalité de Kaçanik/Kačanik, district de Ferizaj/Uroševac (Kosovo) ou district de Kosovo (Serbie). Selon le recensement kosovar de 2011, elle compte 475 habitants.
Selon le découpage administratif kosovar, le village fait partie de la commune/municipalité de Han i Elezit/Đeneral Janković.

## Démographie

### Évolution historique de la population dans la localité
| 1948 | 1953 | 1961 | 1971 | 1981 | 1991 | 2011 |
| ---- | ---- | ---- | ---- | ---- | ---- | ---- |
| 374  | 416  | 463  | 539  | 478  | 548  | 475  |

|  |

### Répartition de la population par nationalités (2011)
En 2011, les Albanais représentaient 99,79 % de la population.